# Felimare picta
Felimare picta es un nudibranquio perteneciente a la familia Chromodorididae. Alcanza el mayor tamaño del mediterráneo con una longitud de hasta 19 cm; también se distribuye por el Atlántico, desde Azores hasta el golfo de México. Posee un cuerpo alargado y casi tan alto como ancho. Posee 11 branquias en su corona branquial situada en la parte posterior del cuerpo. 
Su coloración puede variar entre gris verdoso claro y diferentes tonalidades azuladas con pequeños puntos y manchas amarillas.
Su hábitat se sitúa en aguas poco profundas sobre suelos rocosos. Se alimenta a base de esponjas, generalmente del género Ircinia. 

## Galería de imágenes

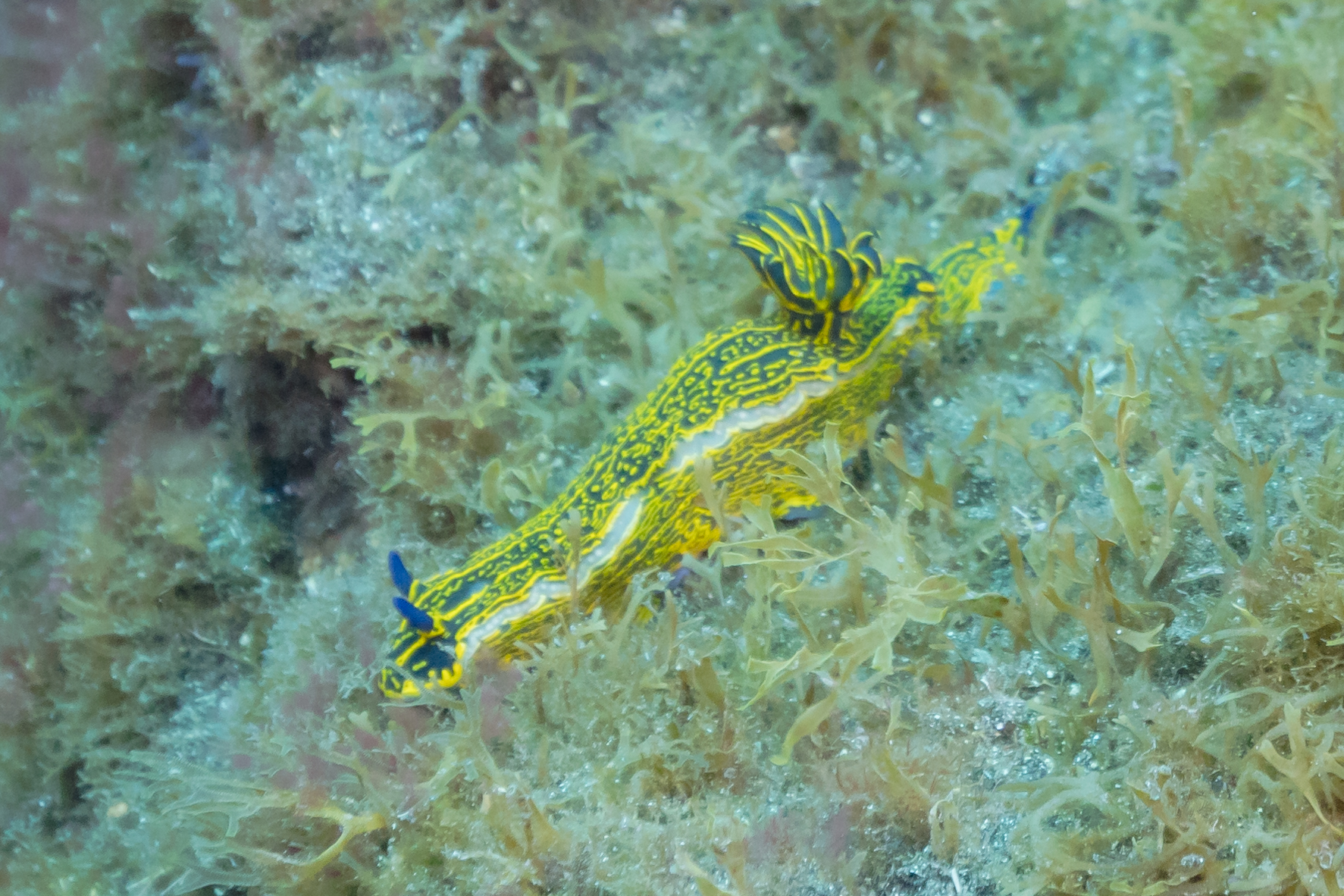
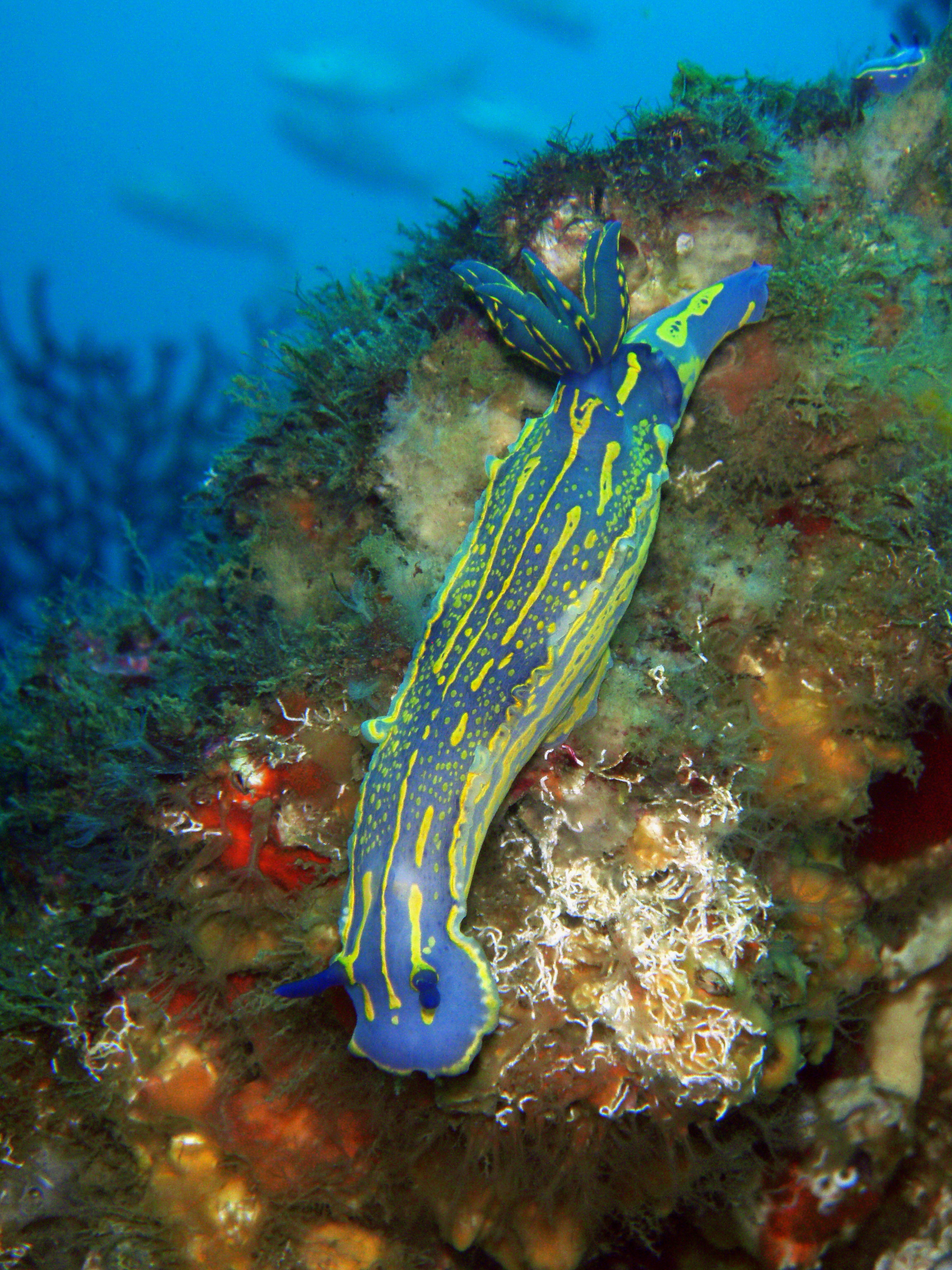
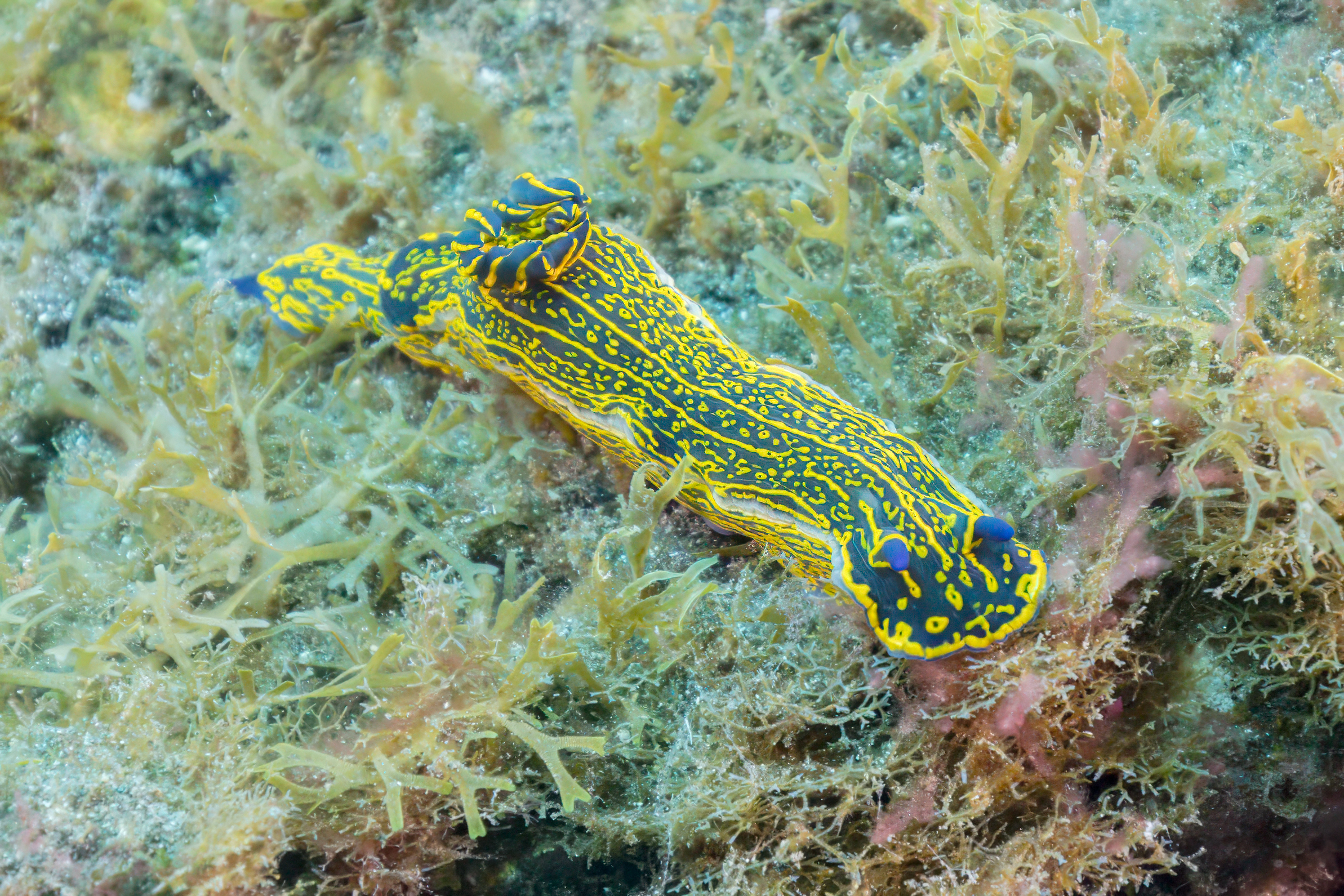
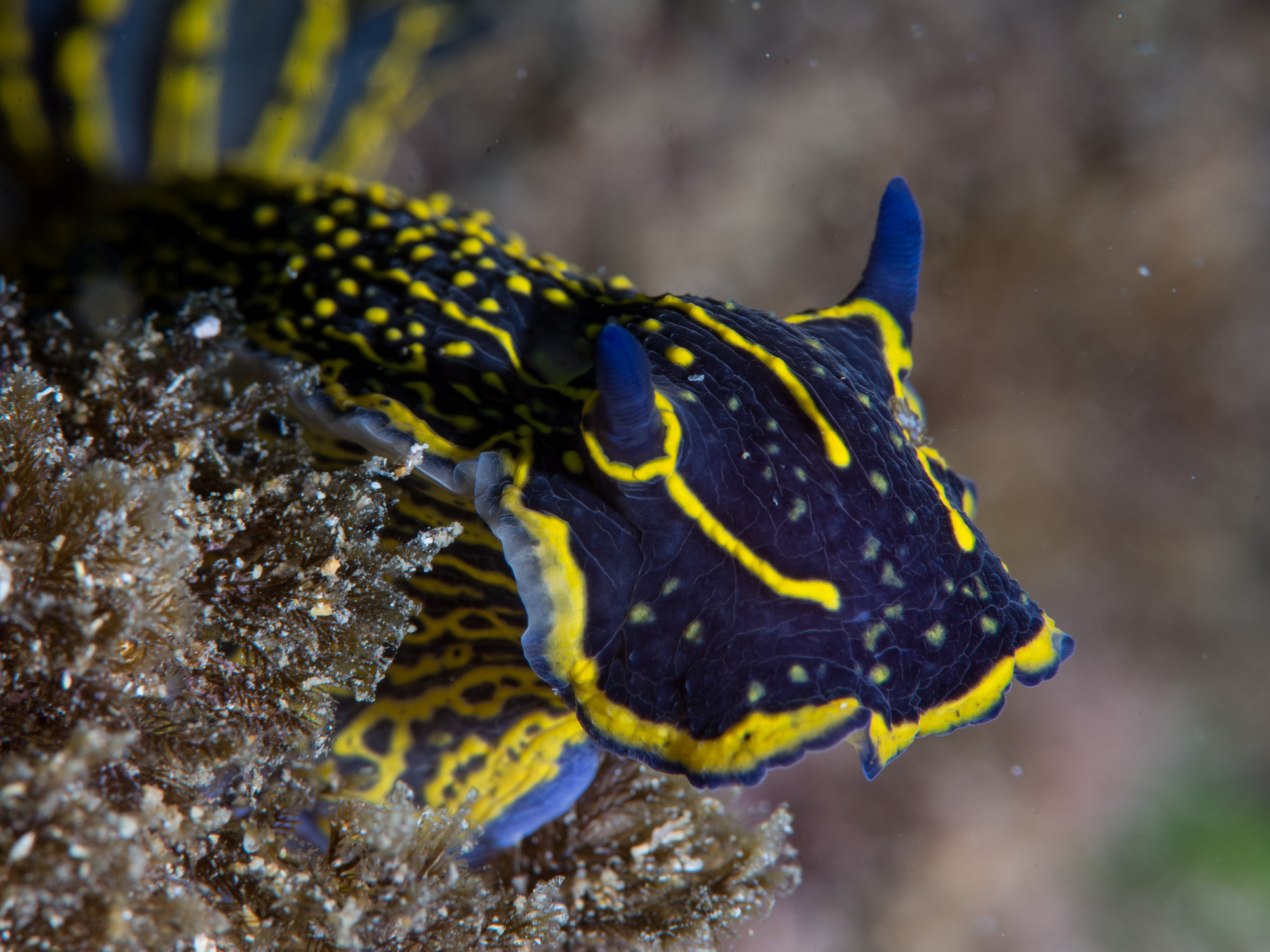
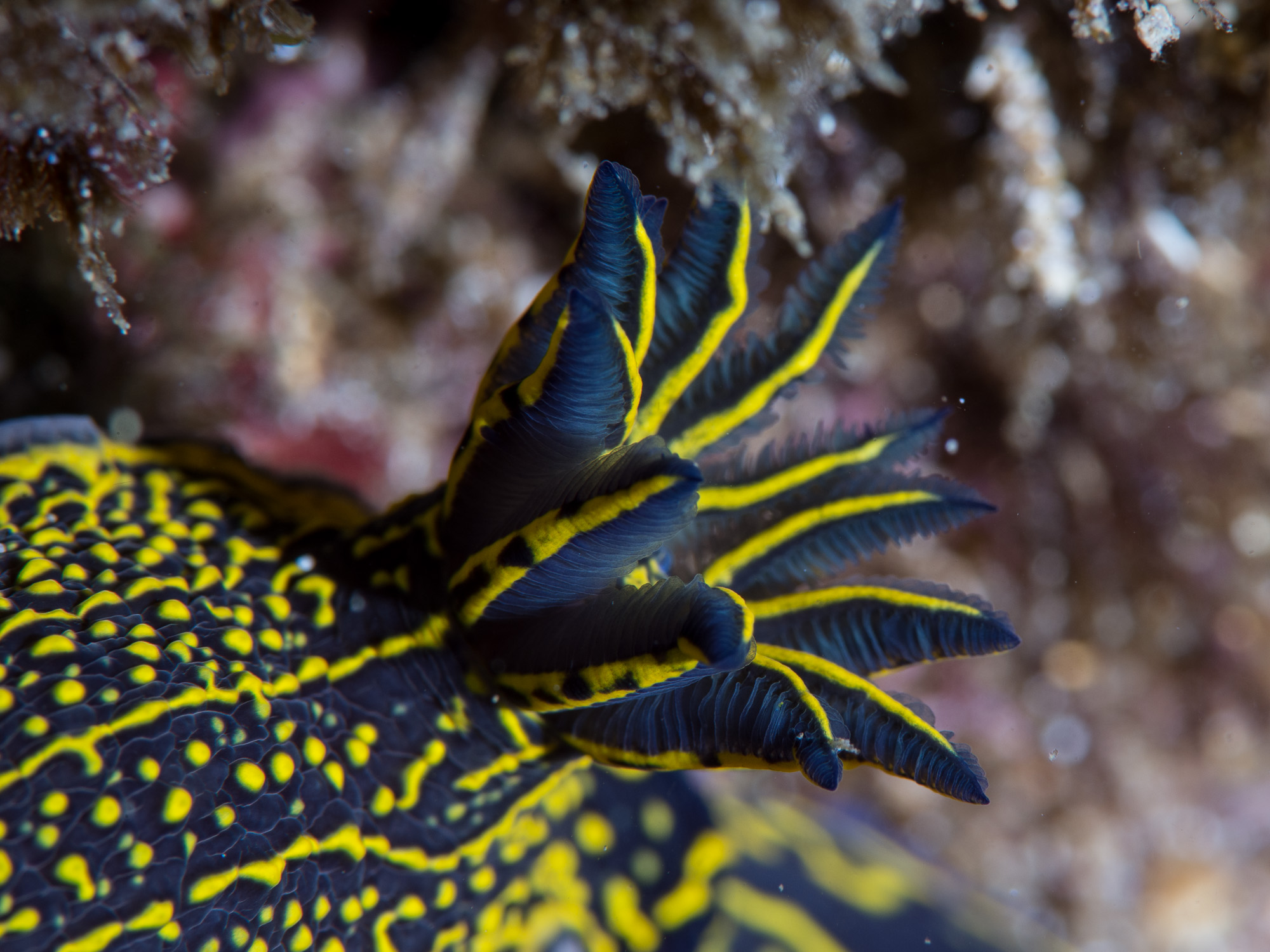
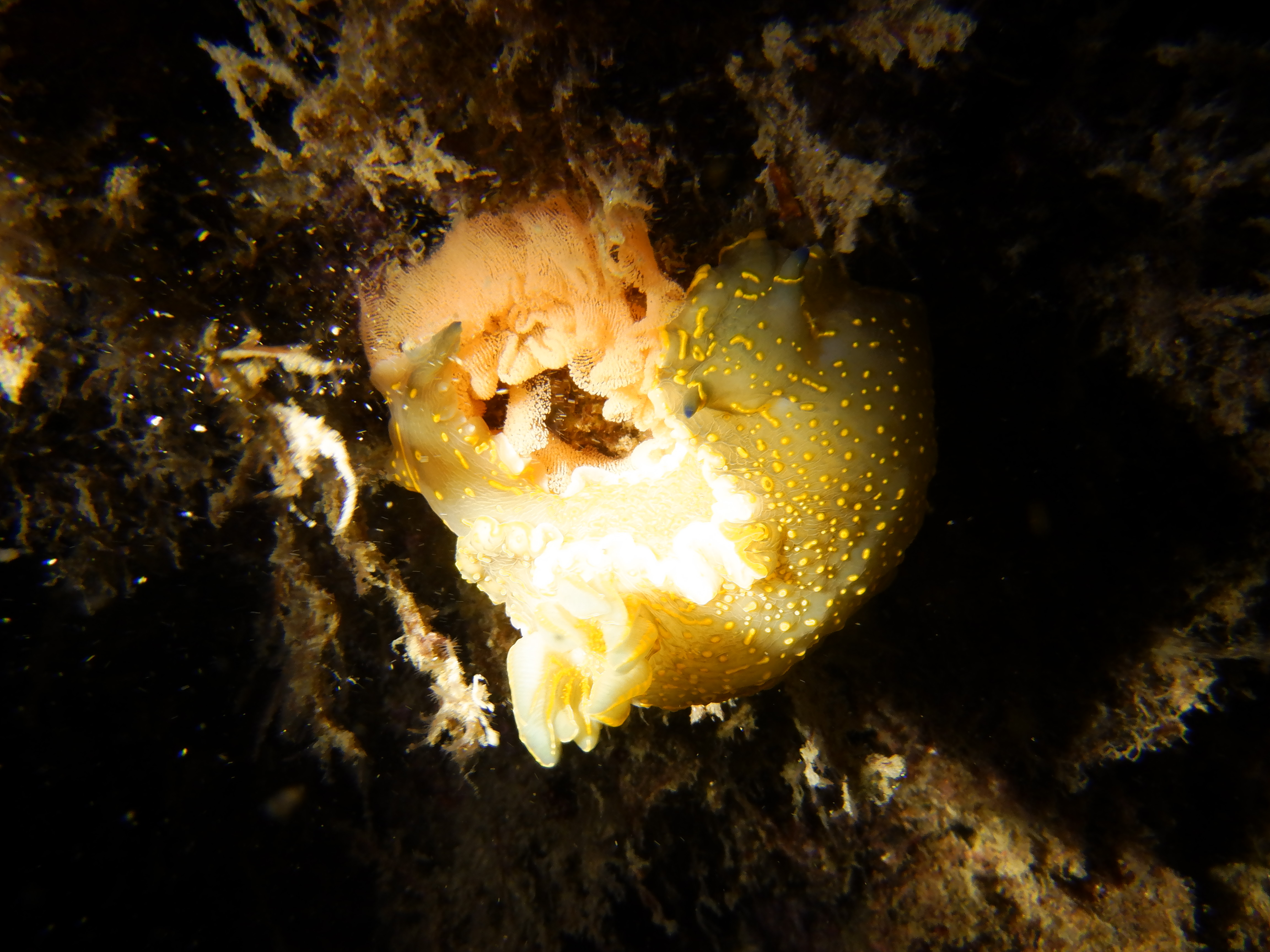